# Ribadetea
Ribadetea es una de las parroquias del municipio de Puenteareas (Pontevedra, España). 
| 2018  | 2018    | 2018    | 2017  | 2017    | 2017    | 2016  | 2016    | 2016    |
| Total | Hombres | Mujeres | Total | Hombres | Mujeres | Total | Hombres | Mujeres |
| 883   | 420     | 463     | 883   | 424     | 459     | 892   | 430     | 462     |

 Está bañada por el río Tea.

## Lugares
Los lugares de la parroquia de Ribadetea son:
- O Aceido
- Antela
- Bagañeira (A Bagañeira)
- O Barbeito
- A Barca
- Barronca (A Barronca)
- Bargiela (A Barxela)
- Bernardos
- Cabaleiro (O Cabaleiro)
- O Canal
- Carreira
- A Carriza
- Os Casás
- Casquizos (Os Casquizos)
- Cillarga
- Cobas (Covas)
- O Eido do Monte
- Eidovello (O Eido Vello)
- Entreeidos
- O Espadanal
- O Figueiredo
- A Freixa
- A Groba
- O Igrexario
- Lomba do Cruceiro
- Mourade
- Outeiro (O Outeiro)
- O Pazo
- Pedra da Bouza (A Pedra da Bouza)
- Peitieiras
- Penas (As Penas)
- Pereira
- Portal Adentro (O Portal de Dentro)
- O Porto
- A Pousa
- Preito
- A Rabadeira
- O Roupeiro
- O Salgueiral
- Santa Cruz
- O Sobreiro
- Souto (O Souto)
- A Tramila
- A Videira
- Vilares
- Viñavella (A Viña Vella)

En el lugar de A Freixa hay una playa fluvial y un camping de primera categoría.

## Fiestas

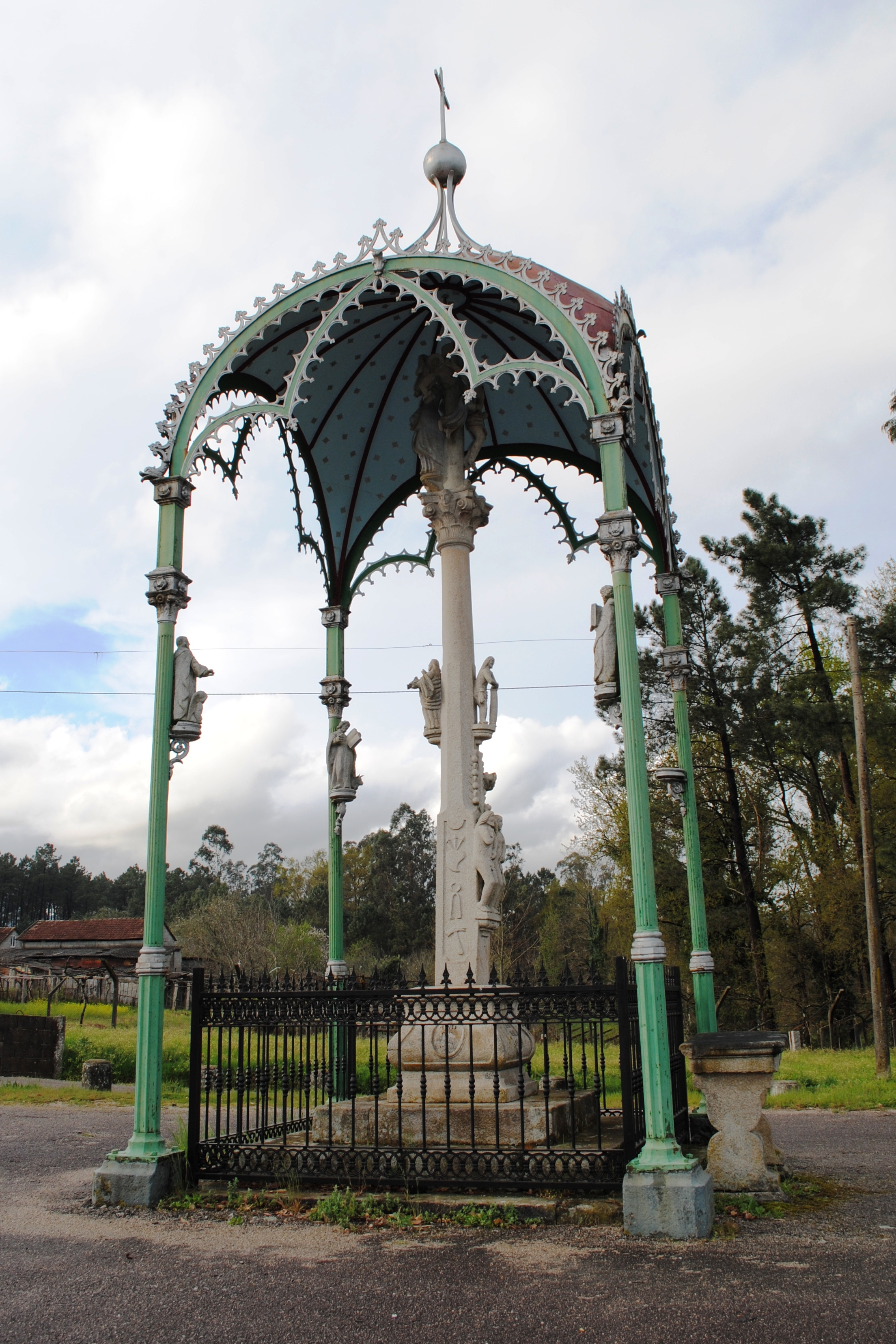
Cruceiro.

- San Jorge de Ribadetea en el mes de abril, el día en honor al patrono de la parroquia.
- Santo Cristo de Ribadetea, un par de semanas antes de la fiesta del Corpus Christi.
- Santa Cruz. Fiesta en honor a la Santa Cruz celebrada en el barrio con el que comparte nombre.
- San Judas. 28 de octubre. Santo muy conocido en el lugar por sus numerosos milagros.
- Entroido. El entroido de Ribadetea se denomina As Perriñas y está siendo recuperado en los últimos años por los vecinos

## Demografía
| Ano      | 2018 | 2017 | 2016 | 2015 | 2014 | 2013 | 2012 | 2011 |
| -------- | ---- | ---- | ---- | ---- | ---- | ---- | ---- | ---- |
| Homes    | 420  | 424  | 430  | 437  | 455  | 454  | 442  | 451  |
| Mulleres | 463  | 459  | 462  | 468  | 475  | 468  | 471  | 486  |
| Total    | 883  | 883  | 892  | 905  | 930  | 922  | 913  | 937  |

Fuente:http://www.ige.eu/igebdt/esq.jsp?paxina=002001&ruta=nomenclator/nomenclator.jsp